# Villeblevin
Villeblevin település Franciaországban, Yonne megyében. Lakosainak száma 1813 fő (2022. január 1.). Villeblevin Misy-sur-Yonne, Chaumont, Saint-Agnan, Villeneuve-la-Guyard és Vinneuf községekkel határos.

## Népesség
A település népessége az elmúlt években az alábbi módon változott:
| Lakosok száma | 1835 | 1854 | 1900 | 1865 | 1835 | 1815 | 1796 | 1790 | 1813 |
|               | 2013 | 2015 | 2016 | 2017 | 2018 | 2019 | 2020 | 2021 | 2022 |